# Фенчен (Цзянсі)
Фенчен (кит. спр. 丰城市, піньїнь: Fēngchéng Shì) — місто-повіт на півночі Цзянсі, складова міста Їчунь.

## Географія
Фенчен лежить на річці Гань, на південь від Наньчана.

### Клімат
Місто знаходиться у зоні, котра характеризується вологим субтропічним кліматом. Найтепліший місяць — липень із середньою температурою 30.1 °C (86.2 °F). Найхолодніший місяць — січень, із середньою температурою 6 °С (42.8 °F).
| Клімат Фенчена          | Клімат Фенчена | Клімат Фенчена | Клімат Фенчена | Клімат Фенчена | Клімат Фенчена | Клімат Фенчена | Клімат Фенчена | Клімат Фенчена | Клімат Фенчена | Клімат Фенчена | Клімат Фенчена | Клімат Фенчена | Клімат Фенчена |
| Показник                | Січ.           | Лют.           | Бер.           | Квіт.          | Трав.          | Черв.          | Лип.           | Серп.          | Вер.           | Жовт.          | Лист.          | Груд.          | Рік            |
| Середній максимум, °C   | 9,3            | 10,3           | 15             | 21,4           | 26,5           | 29,7           | 34,1           | 33,8           | 29,4           | 23,8           | 17,6           | 12             | 21,9           |
| Середня температура, °C | 6              | 7,3            | 11,9           | 18             | 23             | 26,3           | 30,1           | 29,8           | 25,6           | 20,1           | 14             | 8,3            | 18,4           |
| Середній мінімум, °C    | 2,3            | 3,8            | 8              | 14             | 19,1           | 22,5           | 25,5           | 25,1           | 21,2           | 15,8           | 9,7            | 4,2            | 14,3           |
| Норма опадів, мм        | 60.9           | 106.4          | 161.3          | 232.2          | 263.6          | 276.9          | 124.6          | 107.4          | 80             | 65.4           | 60.5           | 44.3           | 1583.5         |
| Днів з опадами          | 11,7           | 13,5           | 18,1           | 18,2           | 18             | 15,1           | 9,4            | 9,7            | 8,4            | 9,8            | 9,9            | 10             | 151,8          |
| Вологість повітря, %    | 75.1           | 79.1           | 80.9           | 80.5           | 79.1           | 80.5           | 73.1           | 73             | 74.6           | 73.2           | 74.3           | 72.4           | 76.3           |
| ----------------------- | -------------- | -------------- | -------------- | -------------- | -------------- | -------------- | -------------- | -------------- | -------------- | -------------- | -------------- | -------------- | -------------- |
| Джерело: Weatherbase    |                |                |                |                |                |                |                |                |                |                |                |                |                |